# Paljugi
Paljugi – wieś w Chorwacji, w żupanii zagrzebskiej, w mieście Jastrebarsko. W 2011 roku liczyła 10 mieszkańców.